# Mallory Knox
Mallory Knox ist eine 2009 gegründete britische Alternative-Rock-/Post-Hardcore-Band aus Cambridge.

## Geschichte
Die Gruppe wurde im August des Jahres 2009 in Cambridge gegründet und besteht seither aus dem Sänger Mikey Chapman, dem Leadgitarristen Joe Savins, dem Rhythmusgitarristen James Gillet, dem Bassisten Sam Douglas, sowie aus dem Schlagzeuger Dave Rawling. Der Bandname ist an einer Figur aus dem Spielfilm Natural Born Killers an welchem Quentin Tarantino mitwirkte, angelehnt.
Nachdem die Gruppe die ersten drei Monate damit verbrachte an ersten Stücken zu schreiben, bezog die Gruppe mit Dan Lancaster das Aufnahmestudio, um eine EP aufzunehmen. Diese heißt Pilot, wurde allerdings erst im Juni 2011 veröffentlicht. Kurz vor der Veröffentlichung unterschrieb die Band einen Plattenvertrag mit dem britischen Label A Wolf At Your Door Records, worüber die EP zum kostenfreien Download angeboten wurde.
Im Jahr 2012 spielten Mallory Knox erstmals auf dem Download-Festival. Im November und Dezember spielte die Band als Vorgruppe der englischen Emo-Band Canterbury auf deren Headliner-Tournee. Im Verlaufe des Jahres 2012 veröffentlichte die Gruppe mehrere Singles aus ihrem Debütalbum Signals, welches Ende Januar 2013 über A Wolf At Your Door Records erschien. Das Album schaffte den Einstieg in den britischen Albumcharts, wo es sich auf dem 33. Platz platzierte. Kurz nach der Veröffentlichung des Albums begleitete die Band Don Broco auf deren nationalen Konzertreise, im April 2013 folgte schließlich die erste Tournee als Headliner. Etwa drei Monate später unterschrieb die Gruppe einen Plattenvertrag mit Search and Destroy Records, einem Tochterunternehmen von Sony Music und Raw Power Management.
Die Gruppe wurde bei den Kerrang! Awards 2013 in der Kategorie Bester britischer Newcomer nominiert, jedoch ging der Titel an Lower Than Atlantis. Wenige Wochen vor der Preisverleihung spielte die Gruppe erstmals auf dem Slam Dunk Festival. Im August eröffnete Mallory Knox die Reading and Leeds Festivals. Im November 2013 startete die Gruppe abermals auf eine Headliner-Tournee durch das Vereinigte Königreich, welche von den Blitz Kids begleitet wurde. Im Dezember wurde bekanntgegeben, dass Mallory Knox im Februar 2014 mit A Day to Remember, Every Time I Die und The Story So Far durch das Vereinigte Königreich touren würden. Außerdem tourte die Gruppe im Dezember 2014 als Support für Tonight Alive und One Ok Rock durch Europa, darunter auch in Deutschland.
Den Frühling und Sommer verbrachte die Gruppe auf Festivaltour. So spielte Mallory Knox erneut auf dem Slam Dunk Festival und den Reading and Leeds Festivals. Am 27. Oktober 2014 erschien mit Asymmetry das zweite Studioalbum, welches ebenfalls den Weg in die nationalen Charts finden konnte. Es stieg auf Platz 16 ein. Das Werk wurde bei den Kerrang! Awards im Jahr 2015 in der Kategorie „Bestes Album“ nominiert, jedoch ging der Preis an Marmozets. Anfang 2015 spielte die Gruppe auf dem zweiten Abschnitt der Welttournee von Sleeping with Sirens und Pierce the Veil, welche in den Vereinigten Staaten stattfand. Die Gruppe gab an, dass ihr zweites Album im Juni 2015 in den Vereinigten Staaten erhältlich sein wird. Anfang Juni absolvierte die Band erstmals einen Auftritt bei Rock am Ring – das erstmals in Mendig stattfand – und dessen Schwesterfestival Rock im Park. Es folgte ein Auftritt auf dem Download-Festival. Am 19. Juni 2015 startete die Gruppe im Rahmen der Warped Tour ihre zweite Konzertreise durch Nordamerika. Die Band war auf der kompletten Tournee zu sehen. Mallory Knox spielten während der gesamten Warped Tour auf der Monster Energy Stage zusammen mit Bands wie The Amity Affliction, Our Last Night, Silverstein und Being as an Ocean.
Am 24. September 2015 spielte die Gruppe mit We Are the Ocean ein Konzert, das im Rahmen der Rugby-Union-Weltmeisterschaft 2015 stattfand. Vier Tage später, am 28. September 2015, startete die Band ihre Homecoming Tour mit Set It Off! durch das Vereinigte Königreich, welche nach zehn Konzerten, am 9. Oktober 2015 endete.
Im Februar des Jahres 2018 trennte sich die Band von Sänger Mikey Chapman. Sam Douglas, der bis zu diesem Zeitpunkt Bassist in der Band war, übernimmt den Posten des Frontsängers, so dass die Gruppe als Quartett fungiert.
Am 9. September 2019 gaben Mallory Knox über ihre Social-Media-Kanäle ihre Auflösung bekannt. Das letzte Konzert der Band war am 13. Oktober 2019 in Bedford.
Am 24. Dezember 2023 veröffentlichte Mallory Knox postete die Band auf Instagram, dass sie 2024 auf dem Slam Dunk Festival auftreten werden. Mit dabei ist Original-Sänger Mikey Chapman.

## Stil

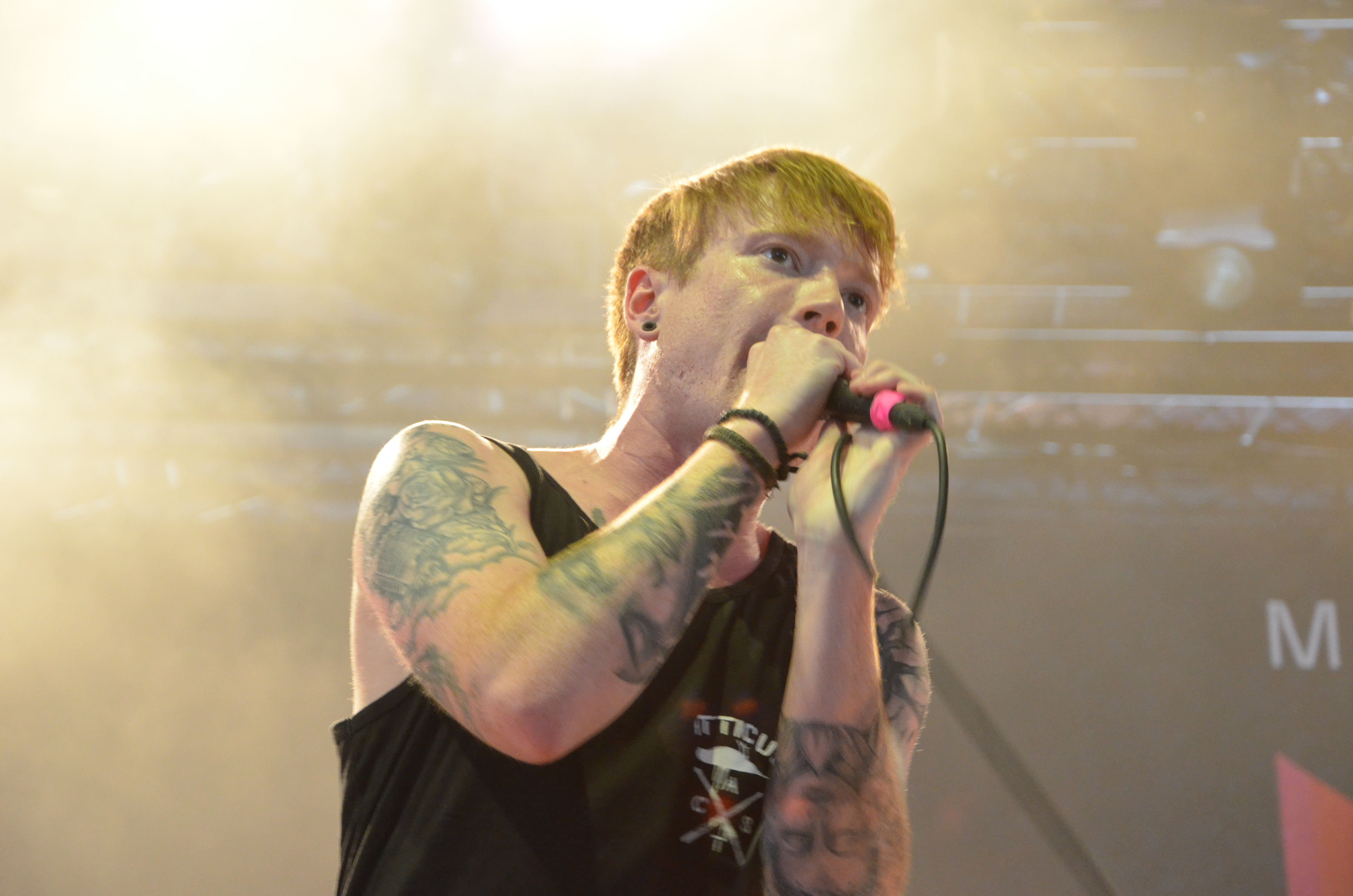
Sänger Mikey Chapman bei Rock am Ring in Mendig, 2015

Der Musikstil von Mallory Knox wird im Großen und Ganzen als Alternative Rock beschrieben, welcher aber auch ab und zu in härtere Genres abdriften kann. So sind auch Einflüsse aus dem Post-Hardcore zu hören, wie ihn Young Guns oder Lostprophets zelebrieren bzw. spielten. Thomas Becker von Powermetal.de schreibt der Gruppe eine musikalische Ähnlichkeit zu Gruppen wie We Are the Ocean und Deaf Havanna zu.
Jonas Kemme vom Online-Musikportal Metal.de beschreibt die Musik von Mallory Knox beispielsweise als „popgeschwängerten Rock“, welchem „mit leicht harten Gitarren gefrönt“ werde. Jedoch beschreibt er ebenfalls die leicht heraushörbaren Anleihen des Post-Hardcore. Das britische Rock Sound und Dom Lawson von The Guardian schreiben, dass „Asymmetry musikalisch dort anknüpft, wo Signals endete.“

## Auszeichnungen und Nominierungen
- Kerrang! Awards
  - 2013: Bester britischer Newcomer (nominiert)
  - 2015: Bestes Album für Asymmetry (nominiert)

## Diskografie
- 2011: Pilot (EP, A Wolf At Your Door Records)
- 2013: Signals (Album, A Wolf At Your Door Records)
- 2014: Asymmetry (Album, Search and Destroy)
- 2017: Wired (Album, Search and Destroy)